# Oxford Vaccine Group
Oxford Vaccine Group är en forskningsenhet inom Department of Paediatrics vid Oxfords universitet i Storbritannien. Den arbetar i samarbete med bland annat Jenner Institute vid Oxfords universitet. Den är lokaliserad till Centre for Clinical Vaccinology and Tropical Medicine på Churchill Hospital i Headington i Oxford.
Oxford Vaccine Group forskar om vacciner och genomför kliniska försök med vacciner för barn och vuxna.
Den grundades 1994 baserat på forskning av Richard Moxon om folkhälsoeffekter av Haemophilus influenzae type b (Hib) i Storbritannien och studier om Hib-vaccins effektivitet hos brittiska barn.
Oxford Vaccine Group har specialiserat sig på forskning om vacciner mot sjukdom orsakad av Neisseria meningitidis. Den var engagerad i arbetet med det nya MenB-vaccinet mot hjärnhinneinflammation, som godkändes i Europa 2013.

## Vaccin mot covid-19
Oxford Vaccine Group är engagerad i de fas 3-studier som genomförts under andra halvåret 2020 av den Covid-19-vaccinkandidat AZD1222, som tagits fram av Jenner Institute. Oxfords universitet ingick i april 2020 ett avtal med Astra Zeneca om utveckling och tillverkning av denna.